# Эррера Орья, Анхель
А́нхель Эрре́ра О́рья (исп. Ángel Herrera Oria; 19 декабря 1886, Сантандер, Испания — 28 июля 1968, Мадрид, Испания) — испанский кардинал. Епископ Малаги с 24 апреля 1947 по 27 августа 1966. Кардинал-священник с 22 февраля 1965, с титулом церкви Сакро-Куоре-ди-Мария с 26 марта 1965.
Обучался в иезуитском колледже в Вальядолиде и изучал право в Саламанкском университете. Был лидером католической монархической партии «Народное действие».
Участвовал в работе Второго Ватиканского собора.